# 広島市立大学
広島市立大学（ひろしましりつだいがく、英語: Hiroshima City University）は、広島県広島市安佐南区大塚東3丁目4番1号に本部を置く日本の公立大学。1994年創立、1994年大学設置。大学の略称は「市大(いちだい)」。

## 概要
「私立」との混同を避けるため、通称「ひろしまいちりつだいがく」と呼ばれる。また、特色性のある広島市立大学芸術学部は長年「市芸」（いちげい）と呼ばれている。
2010年4月をもって法人化され、大学設置者が広島市から公立大学法人広島市立大学となった。

## 沿革
- 1989年（平成元年）11月 - 広島市立大学（仮称）設立準備委員会設置
- 1991年（平成3年）7月 - 「広島市立大学（仮称）基本構想」策定
- 1992年（平成4年）11月 - 校舎建設工事起工式
- 1993年（平成5年）12月 - 文部科学省による設置認可
- 1994年（平成6年）4月 - 広島市立大学開学
- 1998年（平成10年）4月 - 大学院博士前期課程、広島平和研究所を設置
- 2000年（平成12年）4月 - 大学院博士後期課程を設置
- 2003年（平成15年）4月 - 情報科学部情報数理学科、大学院情報科学研究科情報数理学専攻を、それぞれ情報メディア工学科、情報メディア工学専攻に名称を変更
- 2007年（平成19年）
  - 4月
    - 情報科学部の情報メディア工学科、情報工学科、知能情報システム工学科、情報機械システム工学科の4学科を、情報工学科、知能工学科、システム工学科の3学科に再編（2007年度（平成19年度）入学生より）
    - 大学院情報科学研究科博士前期課程の情報メディア工学専攻、情報工学専攻、知能情報システム工学専攻、情報機械システム工学専攻から、情報工学専攻、知能工学専攻、システム工学専攻、創造科学専攻に再編（2007年度（平成19年度）入学生より）

  - 7月
    - 社会連携センターを設置
- 2010年（平成22年）4月 - 「公立大学法人　広島市立大学」を設置
- 2012年（平成24年）4月 - 情報科学部に医用情報科学科を設置
- 2013年（平成25年）4月
  - 大学院芸術学研究科博士前期課程の絵画専攻、彫刻専攻、造形計画専攻から、造形芸術専攻に再編（2013年度（平成25年度）入学生より）
  - 国際交流推進センターを設置
- 2019年（平成31年）4月 - 大学院平和学研究科を設置

## 教育および研究

### 学部
広島市立大学には国際学部、情報科学部、芸術学部といった3学部が設置されている。
- 国際学部
  - 国際学科
    - 国際政治・平和プログラム
    - 公共政策・NPOプログラム
    - 多文化共生プログラム
    - 言語・コミュニケーションプログラム
    - 国際ビジネスプログラム
- 情報科学部
  - 情報工学科
    - コンピューティング講座
    - コミュニケーション講座
    - センシング講座

  - 知能工学科
    - データ科学講座
    - 人間情報学講座
    - 知能情報講座

  - システム工学科
    - 人間・ロボット共生講座
    - 数理システムデザイン講座
    - インタフェースデザイン講座

  - 医用情報科学科

※学部募集形式であり、学科へは2年前期に配属される（2013年度入学生より）。
- 芸術学部
  - 美術学科
    - 日本画専攻
    - 油絵専攻
    - 彫刻専攻

  - デザイン工芸学科
    - 現代表現領域
      - 現代表現

    - デザイン工芸領域
      - 視覚造形
      - 立体造形
      - 映像メディア造形
      - 金属造形
      - 染織造形
      - 漆造形

### 大学院
- 国際学研究科
  - 国際学専攻（博士前期・後期課程）
    - 国際関係研究群
    - 公共政策研究群
    - 経営政策研究群
    - 社会文化研究群
    - 言語文化研究群
- 情報科学研究科
  - 情報工学専攻（博士前期課程）
  - 知能工学専攻（博士前期課程）
  - システム工学専攻（博士前期課程）
  - 医用情報科学専攻（博士前期課程）
  - 情報科学専攻（博士後期課程）
    - 情報工学系
    - 知能情報科学系
    - システム科学系
    - 医用情報科学系
- 芸術学研究科
  - 造形芸術専攻（博士前期課程）
    - 日本画研究
    - 油絵研究
    - 彫刻研究
    - 造形計画研究
    - 現代表現研究
    - 芸術理論研究

  - 総合造形芸術専攻（博士後期課程）
- 平和学研究科
  - 平和学専攻（博士前期課程・後期課程）

## キャンパス
西風新都の大塚学研地区（アカデミック・リサーチパーク）内に位置する。広島高速4号線を利用することで、広島市内中心部へのアクセスが約15分で可能である。

## アクセス
- 広電バス[1]「市立大学前」バス停下車、徒歩すぐ[2]
  - 63 西風新都線：広島バスセンター・横川駅前方面 - 市立大学前 - 沼田料金所前 - 大塚駅 - Aシティ中央 - こころ団地方面 / 花の季台方面
  - 65号線：広島バスセンター・横川駅前方面 - 市立大学前 - 三菱団地・上安駅・安佐動物園・あさひが丘方面
  - 64 くすの木台線：広島バスセンター・中広町方面 - 市立大学前 - 三菱団地・大原駅・くすの木台方面
  - 1 五日市駅発着：五日市駅北口・岡の下・免許センター・広域公園前駅方面 - 市立大学前
- 広電バス「沼田料金所前」バス停下車、徒歩約8分
  - 62,63号線の市立大学前を経由しない便も沼田料金所前バス停に停車する
  - 県内・県外への高速バスも停車
- 自動車
  - 広島市中心部（紙屋町周辺）から「広島高速4号線（広島西風新都線）」経由で約12分
  - 山陽自動車道 五日市インターチェンジから約6分
  - 山陽自動車道 沼田スマートインターチェンジから約6分
  - 広島自動車道 広島西風新都インターチェンジから約15分

## 学生生活

### 課外活動
体育系クラブ・文化系クラブ・体育系サークル・文化系サークル・その他文化系に分類されている。部室はクラブのみに割り当てられるが、部室数に対してクラブ数が多いため、部室の割り当てが無いクラブも存在する。
体育系クラブ
- サッカー部
- 硬式テニス部
- 軟式野球部
- トライアスロン部
- fit
- 男子バスケットボール部
- 弓道部
- アーチェリー部
- バドミントン部
- 男子バレーボール部
- 陸上競技部
- ワンダーフォーゲル部
- 狩猟部
- 女子バレーボール部
- 合氣道部
- ダンス部
- 女子バスケットボール部
- 卓球部
- T.A.S（チームアドバンテージサーバー）
- Olive（オリーブ）
- 探検部

文化系クラブ
- 茶道部表千家
- 自主製作映画研究会
- Music Art Club
- マンドリンギター部
- 吹奏楽部
- 演劇部
- Table Game研究会
- 上田宗箇流茶道部
- 電子音楽部
- CREATIVE
- マスコミ研究会
- 天地創造部
- S2
- アカペラ部regalo
- HIF
- 天文研究会
- レゴマス部
- いちだい猫の会
- 写真部
- Re.lic
- 美術部

体育系サークル
- FC海人（うみんちゅ）

文化系サークル
- 競技かるた部
- Bird's eye view（鳥瞰図）
- 版画部
- 落語研究会 落花生
- 漢服研究会
- アイセック広島委員会＠広島市立大学
- 起業部「いちだい学生起業・ソーシャルイノベーショングループ」

その他体育系
- スポーツ愛好会

その他文化系
- プログラミング同好会
- Fest-Hiroshima(国際協力)
- 大学祭実行委員会

（2022年度現在）

### 大学祭
大学祭実行委員会が主体となって「市大祭」（いちだいさい）が開催される。開催時期は例年10月下旬～11月上旬である。

## 附置機関・設備
- 広島平和研究所
- 附属図書館
- 語学センター
- 情報処理センター
- 芸術資料館

## 他大学との協定
国際・学術交流等協定校
- ハワイ大学マノア校（アメリカ・ハワイ州）
- 西京大学校（韓国）
- 西南大学（中国・重慶市）
- ハノーファー専科大学（ドイツ）
- アラヌス大学（ドイツ）
- ベルリン・バイセンゼー芸術大学（ドイツ）
- オルレアン大学（フランス）
- モハメド5世大学（モロッコ）
- チュニス・アル・マナール大学（チュニジア）

## 大学関係者と組織

### 大学関係者一覧
- 広島市立大学の人物一覧